# Episodi de Il brivido dell'imprevisto (quinta stagione)
La quinta stagione della serie televisiva Il brivido dell'imprevisto è stata trasmessa in anteprima nel Regno Unito dalla Independent Television tra il 25 aprile 1982 e il 2 gennaio 1983.
| nº | Titolo originale                 | Titolo italiano                     | Prima TV Regno Unito | Prima TV Italia  |
| -- | -------------------------------- | ----------------------------------- | -------------------- | ---------------- |
| 1  | Blue Marigold                    | Blue Marigold                       | 25 aprile 1982       | 26 giugno 1984   |
| 2  | The Eavesdropper                 | Il triangolo a due                  | 2 maggio 1982        |                  |
| 3  | Operation Safecrack              | A prova di scasso                   | 9 maggio 1982        | 8 agosto 1984    |
| 4  | Run, Rabbit, Run                 | Corri, coniglio, corri              | 16 maggio 1982       | 9 giugno 1984    |
| 5  | Stranger in Town                 | Straniero in città                  | 23 maggio 1982       |                  |
| 6  | The Moles                        |                                     | 6 giugno 1982        |                  |
| 7  | Decoy                            | L'esca                              | 21 agosto 1982       | 27 dicembre 1982 |
| 8  | Pattern of Guilt                 | L'impronta della colpa              | 5 settembre 1982     | 13 agosto 1984   |
| 9  | A Harmless Vanity                | Rivincita vanitosa                  | 12 settembre 1982    | 2 giugno 1984    |
| 10 | Death Can Add                    | Il nostro agente a Ginevra          | 19 settembre 1982    | 16 aprile 1984   |
| 11 | Light Fingers                    | Mani luminose                       | 17 ottobre 1982      |                  |
| 12 | Death in the Morning             | La morte arriva al mattino          | 31 ottobre 1982      | 30 novembre 1984 |
| 13 | What Have You Been up to Lately? | Che hai fatto di bello ultimamente? | 14 novembre 1982     | 12 maggio 1984   |
| 14 | The Absence of Emily             | L'assenza di Emily                  | 21 novembre 1982     | 4 giugno 1984    |
| 15 | In the Bag                       |                                     | 28 novembre 1982     |                  |
| 16 | A Man with a Fortune             |                                     | 5 dicembre 1982      |                  |
| 17 | Who's Got the Lady?              | Chi ha rubato la dama?              | 12 dicembre 1982     | 29 agosto 1984   |
| 18 | The Skeleton Key                 |                                     | 2 gennaio 1983       |                  |